# Karabin maszynowy MG 131
MG 131 – lotniczy wielkokalibrowy karabin maszynowy o kalibrze 13 mm opracowany w 1938 roku w zakładach Rheinmetall-Borsig i produkowany w latach 1940–1945 dla potrzeb Luftwaffe. Głównie używano go do wyposażenia samolotów myśliwskich, ale także były montowane w wieżyczkach ciężkich samolotów oraz w wieżach zdalnie sterowanych, często w formie karabinów podwójnie sprzężonych. Używany był między innymi w samolotach Bf 109, Me 410, Fw 190, Ju 88, Ju 290, He 177 i innych.
MG 131 był zasilany z taśmy nabojowej ciągłej albo rozsypnej. Waga pocisku w zależności od rodzaju (przeciwpancerny, zapalający, smugowy) wahała się w granicach 34 – 38,5 g, masa naboju wynosiła około 74 g, a prędkość początkowa w zależności od rodzaju amunicji – od 710 m/s do 770 m/s.

## Galeria

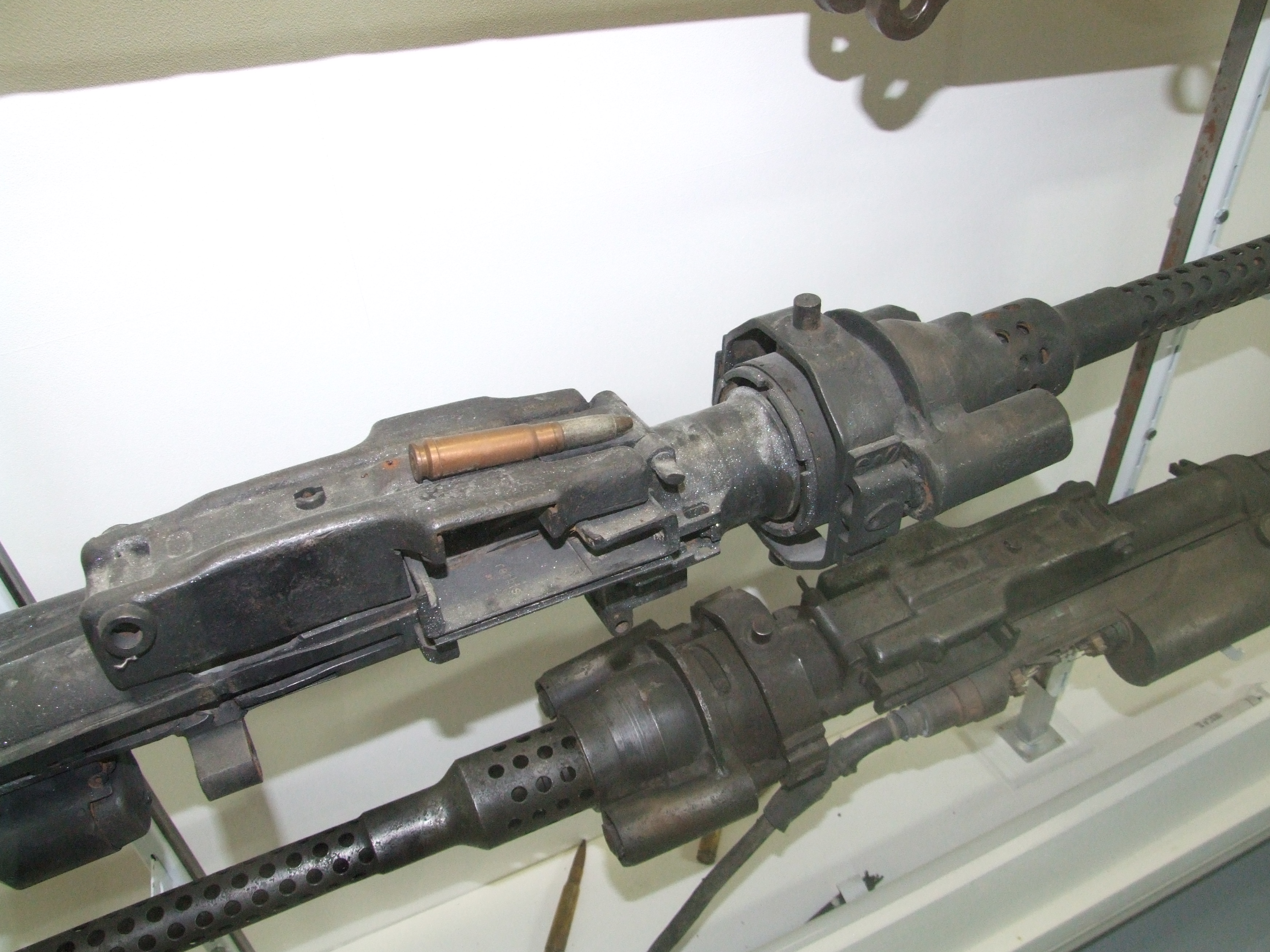
Rheinmetall Borsig MG 131 (13 mm)
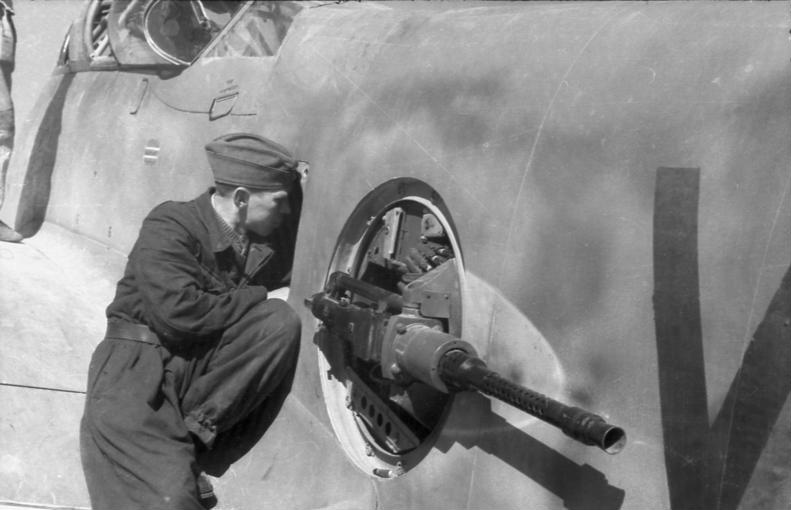
MG 131 w Me 410
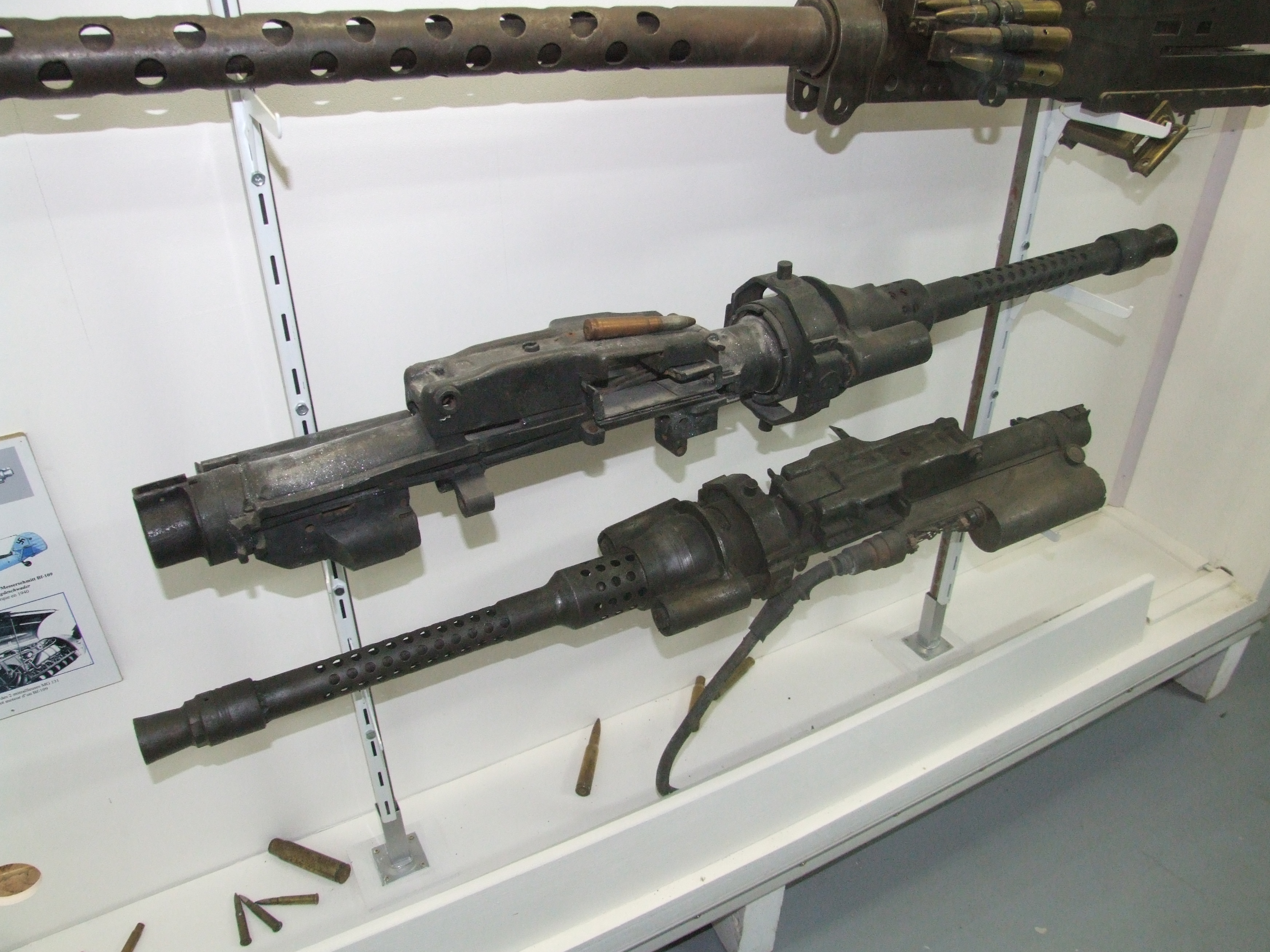
Rheinmetall-Borsig MG 131 (13 mm)
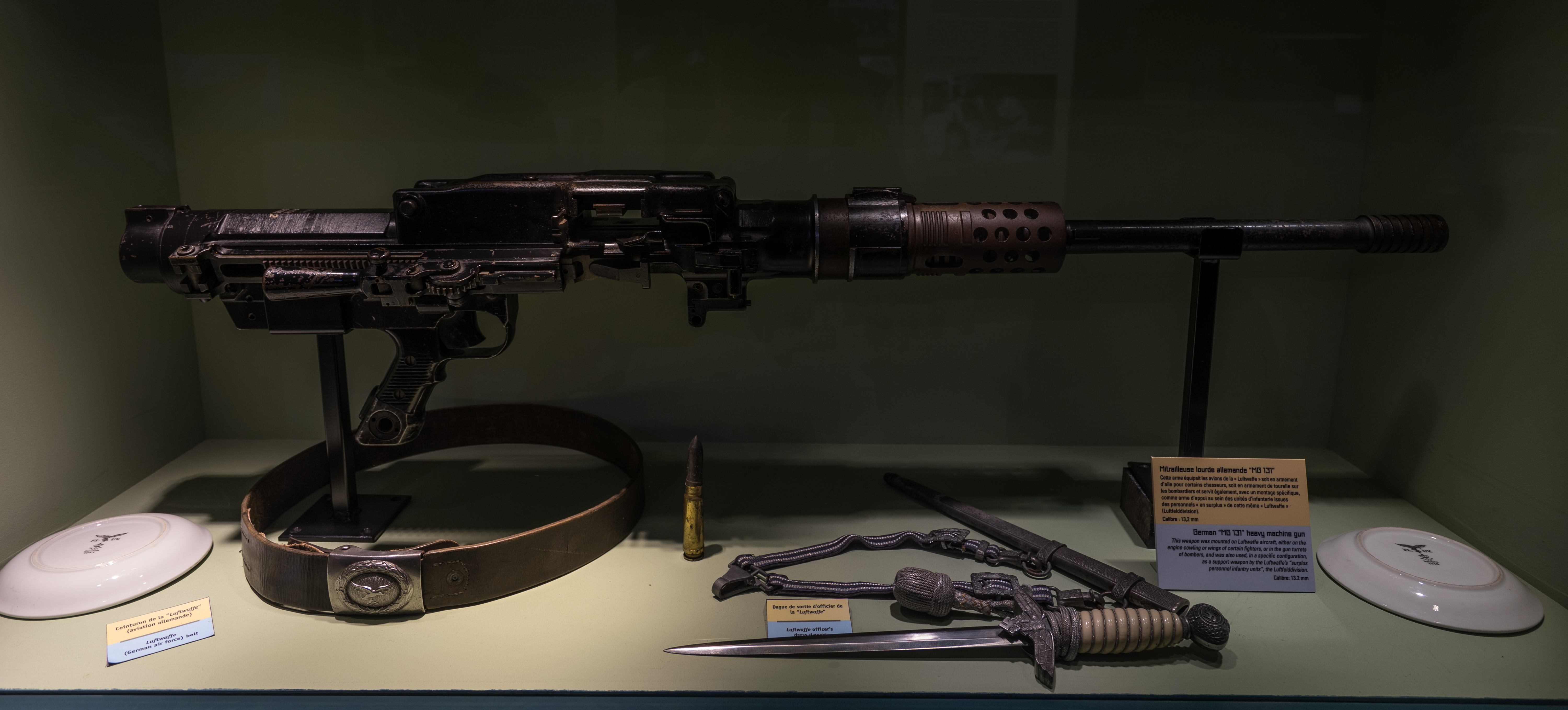
Rheinmetall Borsig MG 131